# Хокеј на леду на Зимским олимпијским играма 1924.
Такмичења у Хокеју на леду на Зимским олимпијским играма 1924. су одржана у Шамонију у Француској у периоду од 28. јануара до 3. фебруара 1924.
На турниру је учествовало 8 екипа, подељених у две групе по четири тима, у којима се играло по једноструком бод систему (свако са сваким једну утакмицу). Две најбоље пласиране екипе из обе групе пласирале су се у финалну рунду где су одиграли још по три утакмице свако са сваким. Победник финалне групе је постао олимпијски и светски победник јер се турнир рачунао и као светско првенство.

## Репрезентације
Учествовало је 82 хокејаша из 8 држава.
| Група A - Канада - Frank Rankin (тренер) - Dunc Munro - Beattie Ramsay - Хери Вотсон - Hooley Smith - Bert McCaffrey - Sig Slater - Harold McMunn - Jack Cameron - Ernie Collett - Lou Hudson - Шведска - Ruben Allinger - Густав Јохансон - Wilhelm Arwe - Helge Johansson - Eric Burman - Birger Holmqvist - Карл Јозевсон - Ернст Карлберг - Nils Molander - Ejnar Olsson - Sten Mellgren - Чехословачка - Jaroslav Stránský - Jaroslav Řezáč - Otakar Vindyš - Vilém Loos - Josef Šroubek - Jaroslav Jirkovský - Josef Maleček - Јан Флајшман - Мирослав Флајшман - Јан Палоуш - Јан Красл - Јарослав Пушбауер - Швајцарска - Bruno Leuzinger - Валтер фон Зибентал - Donald Unger - Ernest Mottier - René Savoie - Marius Jaccard - Emil Filliol - Fred Auckenthaler - Emile Jacquet - Peter Müller - André Verdeil - Louis Dufour | Група Б - Сједињене Америчке Државе - Alphonse LaCroix - Irving Small - Clarence Abel - Herb Drury - Justin McCarthy - Williard Rice - John Lyons - Frank Synnott - Art Langley - Duke Geran - Уједињено Краљевство - Colin Carruthers - Eric Carruthers - Ross Cuthbert - Edward Pitblado - Hamilton Jukes - William Anderson - Lorne Carr-Harris - Blaine Sexton - George Holmes - Guy Clarkson - Француска - André Charlet - Pierre Charpentier - Jacques Chaudron - Raoul Couvert - Maurice del Valle - Alfred de Rauch - Albert Hassler - Charles Lavaivre - Bobby Monnard - Charles Payot - Philippe Payot - Léon Quaglia - Henri Couttet - Georges de Wilde - Gérard Simond - Белгија - Victor Verschueren - Paul Van den Broek - Henri Louette - Ferdinand Rudolph - François Franck - André Poplimont - Gaston Van Volxem - Philippe Van Volckxsom - Carlos Van den Driessche - Louis De Ridder - Hector Chotteau - Willy Kreitz |

## Први круг

### Група А
| Датум      | Репрезентација | Репрезентација | Резултат | Трећине         |
| ---------- | -------------- | -------------- | -------- | --------------- |
| 28. јануар | Шведска        | Швајцарска     | 9:0      | (3:0,3:0,3:0)   |
| 28. јануар | Канада         | Чехословачка   | 30:0     | (8:0,14:0,8:0)  |
| 30. јануар | Канада         | Шведска        | 22:0     | (5:0,7:0,10:0,) |
| 30. јануар | Канада         | Швајцарска     | 33:0     | (8:0,11:0,14:0) |
| 31. јануар | Шведска        | Чехословачка   | 9:3      | (5:1,1:1,3:1)   |
| 1. фебруар | Чехословачка   | Швајцарска     | 11:2     | (4:0,3:2,4:0)   |

| 1 | Канада       | 3 | 3 | 0 | 0 | 85 | 0  | +85 | 6 |
| 2 | Шведска      | 3 | 2 | 0 | 1 | 18 | 25 | -7  | 4 |
| 3 | Чехословачка | 3 | 1 | 0 | 2 | 14 | 41 | -27 | 2 |
| 4 | Швајцарска   | 3 | 0 | 0 | 3 | 2  | 53 | -51 | 0 |

### Група Б
| Датум      | Репрезентација   | Репрезентација   | Резултат | Трећине        |
| ---------- | ---------------- | ---------------- | -------- | -------------- |
| 28. јануар | САД              | Белгија          | 9:0      | (3:0,3:0,3:0)  |
| 29. јануар | Француска        | Велика Британија | 2:15     | (1:5,1:3,0:7)  |
| 30. јануар | Велика Британија | Белгија          | 19:3     | (8:1,6:1,5:1)  |
| 30. јануар | Француска        | САД              | 0:22     | (0:12,0:1,0:9) |
| 31. јануар | Француска        | Белгија          | 7:5      | (3:3,3:1,1:1)  |
| 31. јануар | САД              | Велика Британија | 11:0     | (6:0,2:0,3:0)  |

| 1 | САД              | 3 | 3 | 0 | 0 | 52 | 0  | +52 | 6 |
| 2 | Велика Британија | 3 | 2 | 0 | 1 | 34 | 16 | +18 | 4 |
| 3 | Француска        | 3 | 1 | 0 | 2 | 9  | 42 | -33 | 2 |
| 4 | Белгија          | 3 | 0 | 0 | 3 | 8  | 45 | -37 | 0 |

## Финална група
| Датум      | Репрезентација   | Репрезентација   | Резултат | Трећине        |
| ---------- | ---------------- | ---------------- | -------- | -------------- |
| 1. фебруар | Канада           | Велика Британија | 19:2     | (6:2,6:0,7:0)  |
| 1. фебруар | САД              | Шведска          | 20:0     | (5:0,7:0,8:0)  |
| 2. фебруар | Велика Британија | Шведска          | 4:3      | (0:1,2:2,2:0)  |
| 3. фебруар | Канада           | САД              | 6:1      | (2:1,3:0,1:0)  |
| 4. фебруар | Канада           | Шведска          | 22:0     | (6:0,6:0,10:0) |
| 4. фебруар | САД              | Велика Британија | 11:0     | (5:0,3:0,3:0)  |

| 1 | Канада           | 3 | 3 | 0 | 0 | 47 | 3  | +44 | 6 |
| 2 | САД              | 3 | 2 | 0 | 1 | 32 | 6  | +22 | 4 |
| 3 | Велика Британија | 3 | 1 | 0 | 2 | 6  | 33 | -27 | 2 |
| 4 | Шведска          | 3 | 0 | 0 | 3 | 3  | 46 | -43 | 0 |

## Олимпијски и светски победник
| Победник Зимских олимпијских игара и светког првенства 1924. у хокеју на леду |
| Канада Друга титула                                                           |

## Коначни пласман учесника
|   | Канада           |
|   | САД              |
|   | Велика Британија |
| 4 | Шведска          |
| 5 | Чехословачка     |
| 6 | Француска        |
| 7 | Белгија          |
| 8 | Швајцарска       |

## Играч са највише освојених поена
| Играч       | ИГ | Г  | A | П  |
| ----------- | -- | -- | - | -- |
| Хери Вотсон | 5  | 37 | 9 | 46 |